# Trolls (soundtrack)
Trolls is de originele soundtrack van de film met dezelfde naam uit 2016 geproduceerd door DreamWorks Animation. Het album werd op 23 september 2016 uitgebracht door RCA Records.
Het album bevat covers gezongen door de cast en het speciaal voor de film geschreven nummer "Can't Stop the Feeling!" van Justin Timberlake die zijn stem heeft verleend in de film samen met Anna Kendrick, Zooey Deschanel en Gwen Stefani, evenals Ariana Grande en Earth, Wind & Fire.

## Nummers
1. "Hair Up" – Justin Timberlake, Gwen Stefani & Ron Funches (2:58)
2. "Can't Stop the Feeling!" – Justin Timberlake (3:57)
3. "Move Your Feet" / "D.A.N.C.E." / "It's a Sunshine Day" – Anna Kendrick, Gwen Stefani, James Corden, Walt Dohrn, Caroline Hjelt,  Aino Jawo & Kunal Nayyar (2:36)
4. "Get Back Up Again" – Anna Kendrick (2:45)
5. "The Sound of Silence" – Anna Kendrick (0:48)
6. "Hello" – Zooey Deschanel (1:37)
7. "I'm Coming Out" / "Mo' Money Mo' Problems" – Zooey Deschanel, Anna Kendrick, Gwen Stefani, James Corden, Walt Dohrn, Ron Funches, Caroline Hjelt, Aino Jawo & Kunal Nayyar (1:02)
8. "They Don't Know" – Ariana Grande (3:17)
9. "True Colors (Film Version)" – Anna Kendrick & Justin Timberlake
10. "Can't Stop the Feeling! (Film Version)" – Justin Timberlake, Anna Kendrick, Gwen Stefani, James Corden, Zooey Deschanel, Walt Dohrn, Ron Funches, Caroline Hjelt, Aino Jawo, Christopher Mintz-Plasse & Kunal Nayyar (3:57)
11. "September" – Justin Timberlake, Anna Kendrick & Earth, Wind & Fire (3:55)
12. "What U Workin' With?" – Gwen Stefani & Justin Timberlake (3:12)
13. "True Colors" – Anna Kendrick & Justin Timberlake (4:03)